# Carlos Romero Deschamps
Carlos Antonio Romero Deschamps (Tampico, Tamaulipas, 17 de enero de 1944-Ciudad de México, 19 de octubre de 2023) fue un contador, sindicalista y político mexicano, miembro del Partido Revolucionario Institucional, líder del Sindicato de Trabajadores Petroleros de la República Mexicana (STPRM) del 22 de junio de 1993 hasta su renuncia, el 16 de octubre de 2019.
Se desempeñó como senador en dos ocasiones y diputado federal en tres ocasiones. Junto con otros senadores del PRI y desde su posición como líder petrolero, fue de los principales impulsores de la reforma energética propuesta por el entonces presidente Enrique Peña Nieto.
Una figura polémica en la política mexicana, Romero Deschamps enfrentó acusaciones de delitos como delincuencia organizada, fraude, extorsión, enriquecimiento ilícito, corrupción y tráfico de influencias. Estos crímenes han sido frecuentemente cometidos en complicidad con políticos mexicanos de distintas afiliaciones partidistas.
Falleció en la noche del 19 de octubre del 2023, presuntamente de un infarto al miocardio.

## Carrera
Romero Deschamps inició su carrera política en 1961, como coordinador de campañas en el estado de Tamaulipas por el Partido Revolucionario Institucional. En 1969 ingresó a la empresa paraestatal Petróleos Mexicanos (PEMEX), en la que dos años después comenzó actividades dentro del Sindicato de Trabajadores Petroleros de la República Mexicana (STPRM).
Tras ocupar diversas posiciones durante la administración de Carlos Salinas de Gortari, en 1993 fue nombrado dirigente del STPRM, después de la controvertida destitución de Joaquín Hernández Galicia ante acusaciones criminales. Romero Deschamps fue elegido para el cargo en cuatro ocasiones.

### Trabajo legislativo
Fue cinco veces legislador de representación proporcional, como diputado en tres ocasiones (1979-1982, 1991-1994 y 2000-2003) y como senador en dos (1994-2000 y 2012-2018).

## Controversias
Romero Deschamps enfrentó numerosos escándalos políticos. Se le acusó de delincuencia organizada, fraude, extorsión, enriquecimiento ilícito y corrupción, así como una vida de lujos y despifarros, a costa de las finanzas de Pemex. Así mismo, no se tiene un documento que certifique el haber realizado estudios de licenciatura, como se señala en el Sistema de Información Legislativa. El Sistema indica que es egresado de la institución EBC de Tampico; pero esta institución nunca ha tenido un campus en esa ciudad. En el Registro Nacional de Profesiones su nombre completo no arroja resultados.[cita requerida]

#### Pemexgate
En 2000, el entonces Instituto Federal Electoral (ahora Instituto Nacional Electoral) reveló el desvío de 1500 millones de pesos de fondos sindicales de Pemex en apoyo a la campaña presidencial del candidato priista Francisco Labastida Ochoa. El escándalo, conocido como Pemexgate, tuvo lugar durante la dirigencia sindical de Romero Deschamps. En 2003 la Procuraduría General de la República inició un proceso judicial por el delito de peculado electoral, sin embargo el proceso fue suspendido en 2006 citando falta de pruebas. En 2011 fue finalizado de manera inapelable.

#### Familia
En numerosas ocasiones, el estilo de vida de su familia y amigos como Raul Becerra de Dios,Secretrario de la sección 14, ha despertado críticas. En septiembre de 2012 se dieron a conocer fotografías de su hija Paulina Romero Deschamps, en las que exhibe y presume una "vida multimillonaria". En febrero de 2013 se reveló que su hijo José Carlos Romero Durán recibió un automóvil Ferrari Enzo, con valor de dos millones de dólares. Romero Deschamps no logró demostrar que habría sido capaz de hacer estas compras con sus ingresos como funcionario y líder sindical, considerando que su sueldo como trabajador de Pemex fue de $28,000 pesos mensuales ($1,400 dólares aproximadamente).
En 2019, la revista Forbes indicó que al menos once de sus familiares contaban con contratos de trabajo en Pemex, y en conjunto recibían alrededor de 700,000 pesos mensuales. En 2021, la Unidad de Inteligencia Financiera señaló la existencia una red de prestanombres usada por la familia de Romero Deschamps por motivos de evasión fiscal y en la triangulación de más de 270 millones de pesos.

#### Renuncia a la dirigencia del STPRM
En 2019, Romero Deschamps renunció a la secretaría general del STPRM, luego de 26 años de ostentar el cargo. De acuerdo con Nestor Jiménez, periodista de La Jornada, su renuncia se debió a múltiples acusaciones en su contra por delitos de corrupción.